# 염소자리 프시
염소자리 프시는 염소자리에 있는 항성으로, 전통적으로 부르던 이름으로는 파잔 또는 파즈한(پاژن)이 있는데, 이는 페르시아어로 '야생 산염소'라는 의미이다.
염소자리 프시는 황백색의 F형 주계열성으로, 겉보기 등급은 4.13이다. 지구에서 약 47.9 광년 떨어진 곳에 있다. 이 항성의 자전 속도는 초당 37 킬로미터로, 태양의 초당 2킬로미터에 비하면 약 18배 이상 빠른 셈이다.